# Seznam abatyší benediktinského kláštera svatého Jiří na Pražském hradě

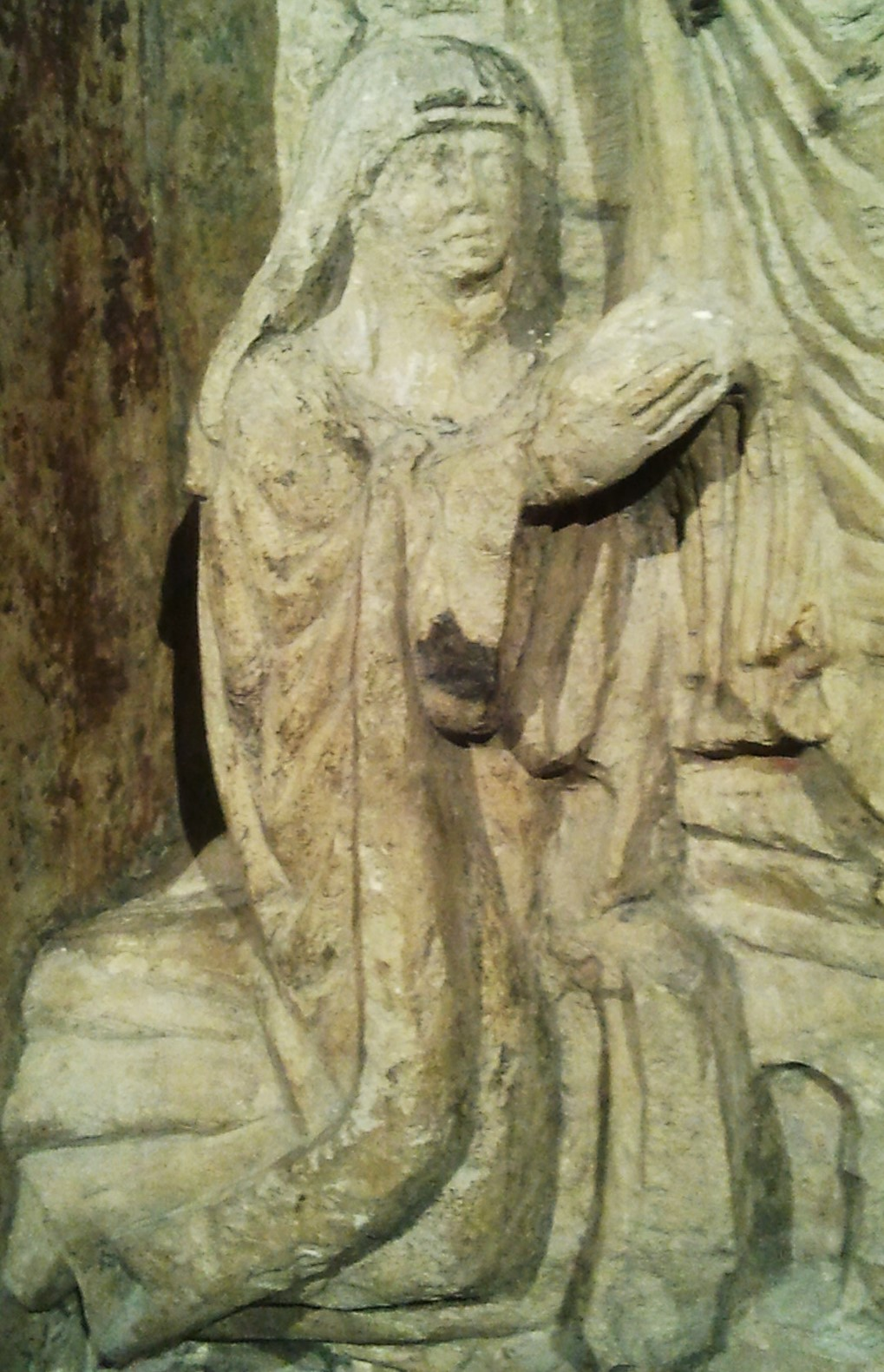
První abatyše Mlada Přemyslovna

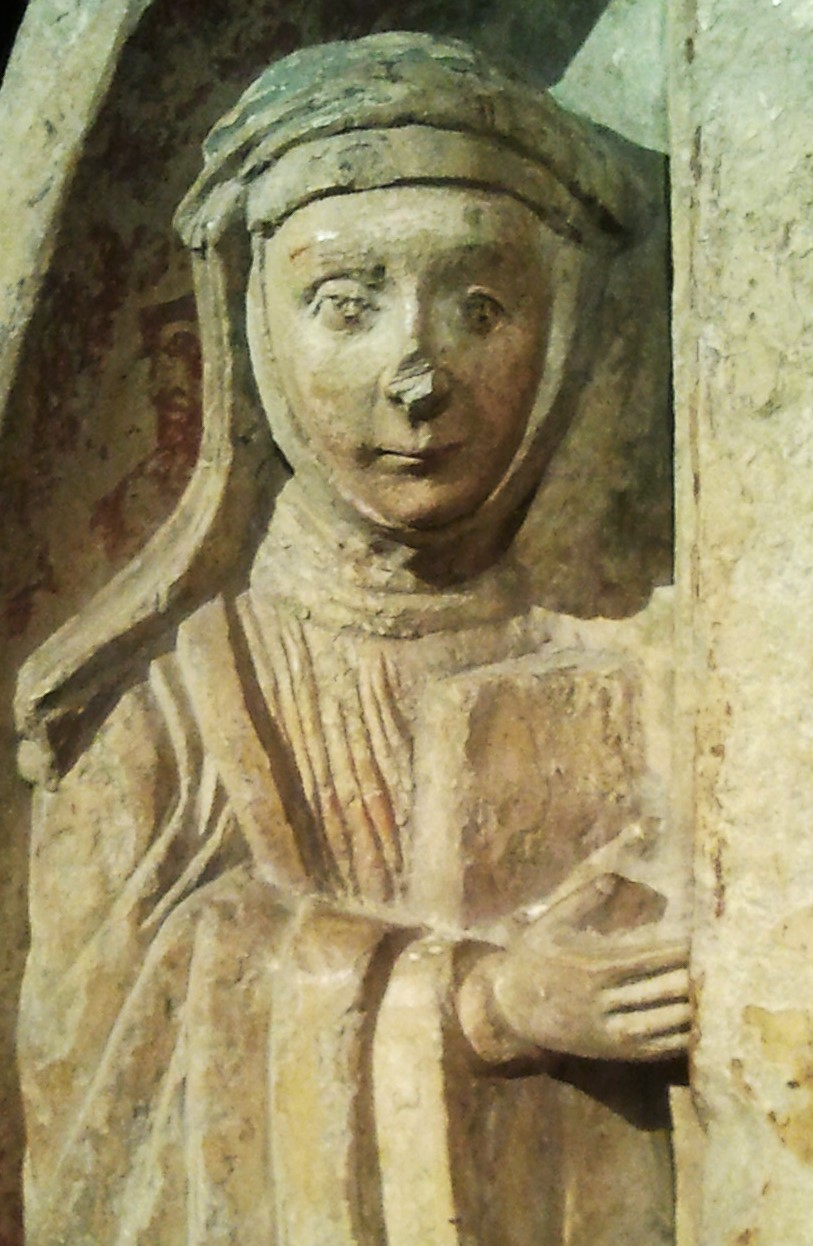
Abatyše Anežka Přemyslovna

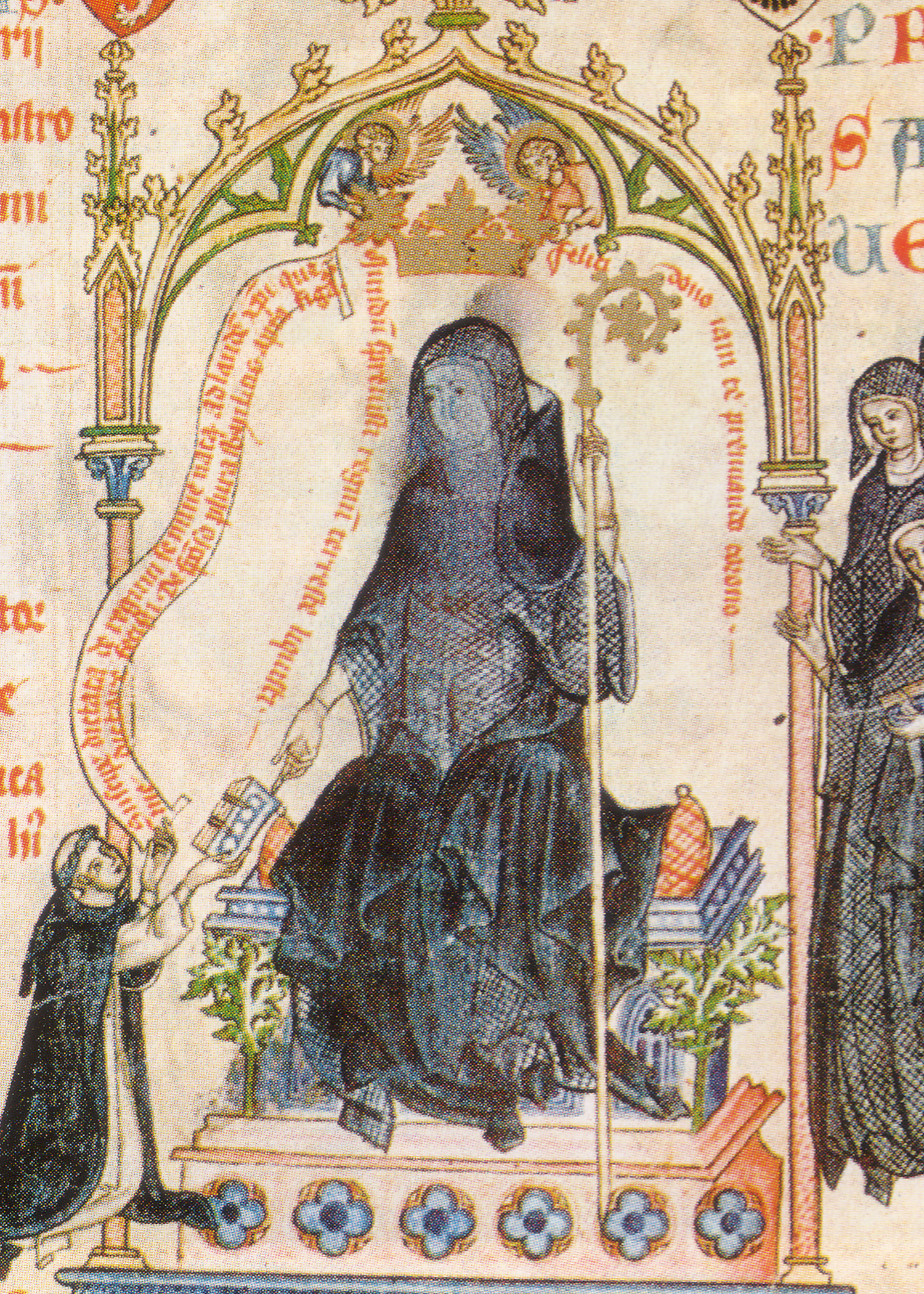
Abatyše Kunhuta Přemyslovna

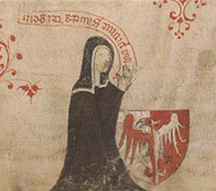
Abatyše Kunhuta z Kolovrat

Toto je seznam abatyší benediktinského kláštera svatého Jiří na Pražském hradě. Svatojiřský klášter byl založen asi kolem roku 970 a fungoval až do zrušení v roce 1782. V raném novověku byly jeho představené titulovány také jako kněžny. Vzhledem k nedostatku a neúplnosti pramenů jsou mnohdy uvedeny pouze roky, kdy byla dotyčná prokazatelně v úřadu.
| V úřadu        | Jméno abatyše                                    |
| -------------- | ------------------------------------------------ |
| asi 970–983    | Mlada Přemyslovna                                |
| do 1055        | dcera Brunova                                    |
| 1100           | Windelmuth (Wenzelmund)                          |
| 1145–1151      | Berta                                            |
| před 1200      | Adlaida                                          |
| asi 1200–1228  | Anežka Přemyslovna                               |
| mezi 1230–1253 | Markéta                                          |
| 1260–1281      | Judita                                           |
| 1285           | Dobromíra (Dobromyr) , dříve abatyše v Teplicích |
| 1293           | Anna                                             |
| 1300–1302      | Žofie I.                                         |
| 1302–1321      | Kunhuta Přemyslovna                              |
| po 1321        | Vratislava (Vracka)                              |
| 1328–1352      | Žofie II. z Pětichvost                           |
| 1352–1358      | Anežka z Vřešťova                                |
| 1360–1362      | Markéta                                          |
| 1363–1378      | Alžběta                                          |
| 1378–1386      | Kateřina z Lipoltic                              |
| 1386–1401      | Kunhuta z Kolovrat (Kunka)                       |
| 1401–1435      | Anna Bartovna                                    |
| 1436–1439      | Bořka z Vartemberka                              |
| 1441–1461      | Alžběta z Březnice                               |
| 1461           | Anna ze Zásmuk                                   |
| 1464           | Ludmila I.                                       |
| 1464–1477      | Anna z Kotopek                                   |
| 1485           | Kunhuta                                          |
| 1514–1521      | Johanka z Rýzmberka                              |
| 1523–1550      | Barbora z Šelmberka                              |
| 1550–1562      | Ludmila Blíživská z Blíživa                      |
| 1562–1563      | Apolena z Chvatliny                              |
| 1564           | Dorota z Radešína                                |
| 1564–1575      | Dorota z Krumlova                                |
| 1575–1601      | Judita Eibenštolerová z Eibenštolu               |
| 1601–1630      | Žofie Albínka z Helfenburka                      |
| 1631–1636      | Regina Dadiusová z Kyrenberku                    |
| 1636–1641      | Anna Voršila Rathauská z Lilienfeldu             |
| 1642–1659      | Justýna Anna Ettlová z Rosenfelsu                |
| 1659–1662      | Kateřina Febronie Šmídová ze Šternfeldu          |
| 1662–1671      | Alžběta Eufrosina Kestnerová z Trauenberku       |
| 1671–1691      | Anna Mechtilda Schönweisová z Eckštejna          |
| 1691–1720      | Františka Helena Pieroni da Galiano              |
| 1720–1722      | Rozina Klára Šlindlová z Hirschfeldu             |
| 1722–1731      | Isidora Konstancie Roudnická z Březnice          |
| 1731–1735      | Aloisie Terezie Widmannová                       |
| 1735–1766      | Anna Scholastika Baulerová z Hohenburku          |
| 1767–1770      | Marie Josefa z Fürstenbergu                      |
| 1770–1781      | Marie Elekta Vraždová z Kunvaldu                 |
| 1781–1782      | Marie Terezie z Harnachu                         |